# Богданово (Рославльский район, село)
Богданово — село в Смоленской области России, в Рославльском районе. Расположено в южной части области в 36 км к северо-востоку от Рославля, на автодороге Р137 Сафоново — Рославль, на берегу Десногорского водохранилища. Население — 380 жителей (2007 год). Административный центр Богдановского сельского поселения.

## История
В районе д. Богданово в августе-сентябре 1941 года проходили ожесточенные оборонительные и наступательные бои войск Резервного фронта под командованием генерала армии Г. К. Жукова.
В сентябре 1943 года войска Западного фронта с боями форсировали здесь реку Десну.
Это одна из первых деревень, куда в 1979 году переселяли жителей мест, попавших в зону затопления под водохранилище. Строители Смоленской АЭС заранее позаботились о переселяемых: возвели для них 18-квартирные дома, построили котельную и соорудили животноводческую ферму.

## Экономика
Совхоз «Богдановский», туристическая и охотничья база, рыбхоз, пилорама, 3 магазина.
Планируется строительство Смоленской АЭС-2.

## Достопримечательности
Здесь жил участник Великой Отечественной войны И. Н. Епифанов, полный кавалер ордена Славы, его могила находится на сельском кладбище. В центре Богданова стоит обелиск воинам, погибшим во время войны при защите Отечества.